# Zaja Awdysz
Zaja Zedowycz Awdysz, ukr. Зая Зедович Авдиш, ros. Зая Зедович Авдыш, Zaja Ziedowicz Awdysz (ur. 25 sierpnia 1945 w Kijowie, zm. 21 maja 2015 w Żytomierzu) – ukraiński piłkarz, grający na pozycji pomocnika, a wcześniej obrońcy, trener piłkarski.

## Kariera piłkarska
Urodził się w Kijowie, ale od dzieciństwa mieszkał w Żytomierzu, w którym rozpoczął grać w piłkę nożną. Występował najpierw w amatorskich drużynach. W 1965 debiutował w Mistrzostwach ZSRR w drugoligowym klubie Polissia Żytomierz. Następnie krótko występował w klubach Paxtakor Kurgonteppa, Sachalin Jużnosachalińsk, Wułkan Pietropawłowsk Kamczacki, Dinamo Machaczkała i Wostok Ust'-Kamenogorsk. Ostatnim klubem w jego karierze był tatarski klub Turbina Nabierieżnyje Czełny, w którym zakończył karierę.

## Kariera trenerska
Po zakończeniu kariery piłkarskiej rozpoczął karierę trenerską w klubie, w którym ostatnio grał – Turbinie. W 1989 powrócił do Żytomierza, gdzie najpierw pomagał trenować Polissia Żytomierz. Potem pracował w klubie na stanowiskach głównego trenera i kierownika drużyny. Od 1992 został prezesem klubu. W 2004 ciężko zachorował i był zmuszony opuścić klub, który bez niego potem przestał występować w profesjonalnych rozgrywkach. W 2010 po tym jak zwalczył chorobę postanowił powrócić do klubu i reaktywować go.
21 maja 2015 zmarł w Żytomierzu.

## Sukcesy i odznaczenia

### Sukcesy klubowe
- zdobywca Pucharu Rosyjskiej FSRR: 1998

### Sukcesy trenerskie
- 4. miejsce w Pierwszej lidze Ukrainy: 2002
- 1/16 finału Pucharu ZSSR: 1991

### Odznaczenia
- tytuł Zasłużonego Trenera Rosyjskiej FSRR
- tytuł Zasłużonego Trenera Ukrainy